# Marco Calvani
Marco Calvani (Prato, Toscana, 11 de diciembre de 1980) es un director y actor de teatro italiano.

## Biografía
Su hermano mayor es el actor italiano Luca Calvani.
En el 2011 Marco ganó una residencia en el "Cité Internationale des Arts of Paris" y fue invitado por el "Théâtre de la Ville" para representar a Italia en un proyecto internacional de escritura. Recibió el premio Siae como el "mejor dramaturgo joven" durante la 54 edición del Festival Anual de Spoleto.

## Carrera
Marco es miembro del "Dramatists Guild of America".
Marco es fundador y director artístico de "Mixò", un centro cultural internacional de promoción de obras originales para el teatro y el cine creadas por jóvenes actores y escritores.
En el 2011 interpretó a Christoforo Castanea durante el episodio Borgia de la serie, un año más tarde en el 2013 apareció nuevamente en la serie ahora interpretando al cardenal Oliviero Carafa.

## Vida personal
Actualmente mantiene una relación con el actor brasileño Marco Pigossi. La pareja comenzó a salir en 2020, sin embargo no hicieron pública su relación hasta 2021, luego de publicar una foto en la que aparecían ambos de la mano en redes sociales. En 2023 Calvani y Pigossi quedaron casados mediante unión legal .

## Filmografía

### Películas
| Año  | Título           | Personaje | Notas |
| ---- | ---------------- | --------- | --- |
| 2013 | Tode Ti          | -         | junto a Marco Aceti, Yuri Antonosante, Alessandro Lucente, Franco Trevisi & Vito Vinci                                             |
| 2008 | Tutto come prima | Colead    | corto - junto a Andrea Di Casa & Emanuela Guaiana                                                                                  |
| 2008 | Riprendimi       | Francesco | junto a Alba Rohrwacher, Marco Foschi, Valentina Lodovini, Stefano Fresi, Alessandro Averone, Francesca Cutolo & Massimo De Santis |
| 2007 | Family Game      | Patrizio  | junto a Sandra Ceccarelli, Stefano Dionisi, Fabio Troiano & Elena Bouryka                                                          |
| 2007 | Caravaggio       | -         | junto a Alessio Boni, Elena Sofia Ricci, Jordi Mollà, Paolo Briguglia, Claire Keim & Benjamin Sadler                               |

### Series de Televisión
| Año        | Título                | Personaje                              | Notas                             |
| ---------- | --------------------- | -------------------------------------- | --------------------------------- |
| 2011, 2013 | Borgia                | Oliverio Carafa / Christoforo Castanea | 4 episodios                       |
| 2011       | Il commissario Manara | -                                      | episodio "Matrimonio con delitto" |

### Director & Escritor
| Año  | Título                          | Notas                      |
| ---- | ------------------------------- | -------------------------- |
| 2013 | Olio/Oil                        | obra - escritor            |
| 2013 | I am Dracula                    | obra - director & escritor |
| 2012 | Things of This World            | obra - escritor            |
| 2010 | Unghie/Nails                    | obra - escritor            |
| 2009 | Penelope in Groznyj             | obra - director & escritor |
| 2008 | La Città Sotto/The City Beneath | obra                       |
| 2005 | La Vita Bassa/Low Life          | obra                       |
| 2004 | Prima che tu dorma              | obra                       |
| 2006 | Le Mani Forti/Strong Hands      | obra                       |
| 2003 | TeLoLeggoNegliOcchi!            | obra                       |

## Premios y nominaciones
| Año  | Categoría               | Premio                                     | Obra | Resultado |
| ---- | ----------------------- | ------------------------------------------ | ---- | --------- |
| 2013 | Outstanding Playwriting | Planet Connections Theater Festivity Award | Oil  | Ganador   |